# Высоково (Большесельский район)
Высоково — деревня в Большесельском районе Ярославской области России. 
В рамках организации местного самоуправления входит в Большесельское сельское поселение, в рамках административно-территориального устройства является центром Высоковского сельского округа.

## География
Расположена к югу от районного центра Большое Село, на правом восточном берегу реки Молокша, левого притока Юхоти. Напротив Высоково на левом берегу Молокши стоит деревня Козлово. Выше Высоково по течению, в 1 км к югу стоит деревня Аферово, а в 2 км к северу, вниз по течению деревня Противье. Через Высоково и Противье по правому берегу Молокши идёт дорога вдоль правого берега Молокши проходит дорога к Большому Селу. Деревни Высоково и Аферово стоят на небольшом поле, окружённом лесами. В заболоченных лесах к востоку от Высоково находится исток реки Могза из бассейна реки Которосль.

## Население
| 2007 | 2010 |
| ---- | ---- |
| 279  | ↘271 |

Согласно результатам переписи 2002 года, в национальной структуре населения русские составляли 98 % из 273 жителей.
По данным статистического сборника «Сельские населенные пункты Ярославской области на 1 января 2007 года», в деревне Высоково проживали 279 человек.  По топокарте на 1973 год в деревне проживал 41 человек и в ней располагался сельсовет.